# Maciej Rataj
Maciej Rataj (19 de Fevereiro de 1884 – 21 de Junho de 1940) foi um político polonês, presidente interino da Segunda República Polonesa e escritor.

## Biografia
Nascido no vilarejo de Chłopy, perto de Leópolis em 19 de Fevereiro de 1884, ele ingressou no ginásio e estudou linguística clássica na Universidade de Lwów. Após a finalização dos estudos, ele se tornou um professor do ginásio, primeiramente em Lwów, e mais tarde em  Zamość.
Ele se envolveu na política depois que a Segunda República Polonesa ganhou sua independência, seguidamente da Primeira Guerra Mundial. Ele foi membro do Partido Popular Polonês "Piast", e em 1931, membro do Partido Popular. Ele se tornou presidente do Stronnictwo Ludowe e editor-chefe do jornal oficial do partido, o 'Zielony Sztandar' em 1935. De 1919 a 1930 e de 1934 a 1935, ele foi um membro do parlamento do Sejm (Parlamento Polonês), e, de 1922 a 1928, ele foi Presidente do Sejm. Entre 1920 e 1921, ele foi ministro da Religião e Educação Pública, e participou no trabalho sobre a Constituição de Março.
Ele foi Presidente da Polônia duas vezes: primeiro em Dezembro de 1922 depois do assassinato do presidente Gabriel Narutowicz como Presidente interino da República da Polônia por uma semana, e, novamente em Maio de 1926, depois do Golpe de Maio, conduzido por Józef Piłsudski, e da renúncia do presidente Stanisław Wojciechowski. Seu segundo mandato durou metade de um mês.
Durante ambas as vezes, ele orientou eleições especiais e nomeou novos governos.
Em Dezembro de 1939, ele foi preso pela Alemanha Nazista e executado em Palmiry durante a Operação alemã AB-Aktion na Polônia.

## Obras
- Pamiętniki (Memórias) (1965)
- Wskazania obywatelskie i polityczne: Wybór pism i przemówień z lat 1919–1938 (1987)
- Maciej Rataj o parlamentaryzmie, państwie demokratycznym i sanacji (1998)